# RHAPSODY (CHAGE and ASKAのアルバム)
『RHAPSODY』（ラプソディー）は、チャゲ&飛鳥（現：CHAGE and ASKA）の10作目のオリジナル・アルバムであり、本作の6曲目の楽曲名である。1988年3月5日にポニーキャニオンから発売された。
1989年3月21日にはGOLD CD、1990年7月21日・1999年12月16日・2001年7月18日はCD、1993年12月17日はAPO-CD、2009年10月21日はSHM-CDで再発売された。

## 背景・制作
前作『Mr.ASIA』からおよそ10か月ぶりとなるオリジナル・アルバム。
アルバム制作当初は、ロンドンでもレコーディング作業をする計画であったが、断念せざるを得ない状況になった。
本作で飛鳥（現：ASKA）は自身で作詞と作曲の両方を行っているが、チャゲ（現：Chage）は既発曲を除き、澤地隆と共作で楽曲を制作している。

## リリース
本作発売後に6曲目「狂想曲（ラプソディ）」が「ラプソディ」とタイトル表記・アレンジを変えてシングルカットされた。
2009年10月21日に紙ジャケット・シリーズの一環としてSHM-CD仕様でヤマハミュージックコミュニケーションズより再発売された。

## 収録曲
| #  | タイトル                   | 作詞   | 作曲   | 編曲     | 時間 |
| -- | -------------------------- | ------ | ------ | -------- | ---- |
| 1. | 「風のライオン」           | 飛鳥涼 | 飛鳥涼 | 西平彰   | 4:36 |
| 2. | 「恋人はワイン色」         | 飛鳥涼 | 飛鳥涼 | 西平彰   | 4:47 |
| 3. | 「BELIEVE IT?」            | 飛鳥涼 | CHAGE  | 瀬尾一三 | 4:35 |
| 4. | 「待ちぼうけ LONELY TOWN」 | 澤地隆 | CHAGE  | 村上啓介 | 4:44 |
| 5. | 「レノンのミスキャスト」   | 澤地隆 | CHAGE  | 村上啓介 | 4:35 |

| #         | タイトル                 | 作詞       | 作曲      | 編曲      | 時間  |
| --------- | ------------------------ | ---------- | --------- | --------- | ----- |
| 6.        | 「狂想曲（ラプソディ）」 | 飛鳥涼     | 飛鳥涼    | 西平彰    | 5:09  |
| 7.        | 「焦燥」                 | 澤地隆     | CHAGE     | 村上啓介  | 5:35  |
| 8.        | 「失恋男のモンタージュ」 | 飛鳥涼     | 飛鳥涼    | 村上啓介  | 4:53  |
| 9.        | 「ロマンシングヤード」   | 秋谷銀四郎 | CHAGE     | 瀬尾一三  | 4:47  |
| 10.       | 「ミステリー」           | 飛鳥涼     | 飛鳥涼    | 村上啓介  | 6:06  |
| 合計時間: | 合計時間:                | 合計時間:  | 合計時間: | 合計時間: | 49:45 |

## 楽曲解説
1. 風のライオン
飛鳥が、自分のことを書いた曲だという。コンスタントに続けてきたコンサート活動に少し期間を設けた時に、「ちょっとたて髪を風に預けてみようかな、それでもう1回爪をとぎ直して出てみようかな"」と思った気分を歌にしている[2][5]。
1990年に発売されたバラッドアルバム『THE STORY of BALLAD』にも収録されている。2010年には飛鳥がアルバム『12』でセルフカバーしている。
2. 恋人はワイン色
1988年2月5日に発売されたシングル曲。
3. BELIEVE IT?
テンポ180とかなり速いテンポの楽曲である。当初はチャゲがボーカルであったが、キーが低いことで飛鳥に変更された[2]。
歌詞は、ある男が某女優と酒の席で一緒になり、夜中にベッドで目覚めたら隣でその女優が寝ていたという内容である。飛鳥は具体的な明言を避けながらも、ノンフィクションであると述べている[2]。
1994年に発売された2枚組アルバム『Yin&Yang』にも収録されている。
4. 待ちぼうけ LONELY TOWN
チャゲが今回のアルバムで最初に取り掛かった曲。サウンドが、以前チャゲ&飛鳥のサポートメンバーであったTHE ALPHAっぽいとチャゲは述べている[2]。
5. レノンのミスキャスト
12月8日のジョン・レノンの命日に、75日間という日数を引っかけて澤地が詞を書いた[2]。CHAGEは、75日っていうのがどういう日数であるのかは、歌を聴いた人がいろいろ解釈してくれればいいとしている[2][5]。
チャゲはこの楽曲に対して、「歌詞と楽曲がこんなにマッチしたのは久しぶり」と評価している[5]。
バラッドアルバム『THE STORY of BALLAD』、1998年に中国で発売されたチャゲのベスト・アルバム『恰克 CHAGE精選集』、2008年にアジア圏で発売されたベスト・アルバム『Asian Communications Best』にも収録されている。また、2009年に発売されたチャゲのアルバム『Many Happy Returns』では、キマグレンが参加したバージョンでセルフカバーしている。
6. 狂想曲（ラプソディ）
1988年5月21日に「ラプソディ」としてリカットされた。
間奏でスキャットが入っているが、これは仮歌の時に雰囲気でやったものがスタッフに評判良く、本番でも採り入れられたという[2]。
7. 焦燥
曲調はレゲエであり、詞は澤地に何度も書き直しをお願いしたという[2]。
ボーカルは、チャゲと飛鳥が同じレベルを保ちながら、ユニゾンで歌っている。2人とも敢えて言葉尻を合わそうとせずに歌い、お互いが持っている余韻を活かしたものにしている[2]。
8. 失恋男のモンタージュ
イントロは、いろいろな声を加工処理してあるという。"男だって、そりゃあ泣くよ" というのが詞のテーマである。僅かに次曲とかぶっている[2]。
9. ロマンシングヤード
1987年10月5日に発売されたシングル曲。
10. ミステリー
飛鳥は、永遠の男と女のテーマであると述べている[2]。

## 参加ミュージシャン
- Drums：山木秀夫、青山純、長谷部徹
- Bass：美久月千晴、富倉安生、渡辺建
- Electric Guitar：村上啓介、北島健二、角田順、矢島賢、松原正樹
- Acoustic Guitar：笛吹利明
- Keyboards：西平彰、矢賀部竜成、国吉良一、中西康晴
- B.G.Vocal：THE MUGIFUMI、EPI GALS
- Sax Solo：Jake H. Concepcion(M-2)、古村敏比古(M-5)
- Manipulator：矢賀部竜成、森達彦、梅原篤、福田竜太、瀬尾一三